# Colin Dagba
Colin Dagba (Béthune, 9 september 1998) is een Frans voetballer die doorgaans als rechtsback speelt. Hij stroomde in 2018 door vanuit de jeugd van Paris Saint-Germain.

## Clubcarrière
Dagba is een jeugdproduct van Paris Saint-Germain. Hij debuteerde op 4 augustus 2018 in de Trophée des Champions, tegen AS Monaco. Hij speelde de volledige wedstrijd. PSG won met 4-0. In het seizoen 2022/23 werd hij uitgeleend aan reeksgenoot RC Strasbourg. Het volgende seizoen speelde hij op huurbasis voor AJ Auxerre. Voor het seizoen 2024/25 tekende hij bij de Belgische eersteklasser Beerschot VA.

## Clubstatistieken
| Seizoen     | Club                | Land               | Competitie      | Competitie | Competitie | Beker | Beker | Internationaal | Internationaal | Totaal | Totaal |
| Seizoen     | Club                | Land               | Competitie      | Wed.       | Dlp.       | Wed.  | Dlp.  | Wed.           | Dlp.           | Wed.   | Dlp.   |
| ----------- | ------------------- | ------------------ | --------------- | ---------- | ---------- | ----- | ----- | -------------- | -------------- | ------ | ------ |
| 2018/19     | Paris Saint-Germain | Vlag van Frankrijk | Ligue 1         | 17         | 0          | 4     | 0     | 1              | 0              | 22     | 0      |
| 2019/20     | Paris Saint-Germain | Vlag van Frankrijk | Ligue 1         | 10         | 0          | 5     | 0     | 1              | 0              | 16     | 0      |
| 2020/21     | Paris Saint-Germain | Vlag van Frankrijk | Ligue 1         | 25         | 1          | 3     | 0     | 5              | 0              | 33     | 1      |
| 2021/22     | Paris Saint-Germain | Vlag van Frankrijk | Ligue 1         | 3          | 0          | 3     | 0     | 0              | 0              | 6      | 0      |
| 2022/23     | → RC Strasbourg     | Vlag van Frankrijk | Ligue 1         | 21         | 0          | 0     | 0     | –              | –              | 21     | 0      |
| 2023/24     | → AJ Auxerre        | Vlag van Frankrijk | Ligue 2         | 16         | 0          | 2     | 0     | –              | –              | 18     | 0      |
| 2024/25     | Beerschot VA        | Vlag van België    | Eerste klasse A | 3          | 0          | 0     | 0     | –              | –              | 3      | 0      |
| Club totaal | Club totaal         | Club totaal        | Club totaal     | 95         | 1          | 17    | 0     | 7              | 0              | 119    | 1      |

Bijgewerkt t/m 19 oktober 2024

## Interlandcarrière
Dagba debuteerde in 2019 in Frankrijk –21, zijn eerste optreden in een nationaal jeugdelftal. Hij was later dat jaar met datzelfde team actief op het EK –21 van 2019.

## Erelijst
| Kampioen Ligue 1      | 2x | 2018/19,2019/20 |
| Trophée des Champions | 1x | 2018            |
| Coupe de France       | 1x | 2019/20         |